# Ла Есмералда, Кампо (Енсенада)
Ла Есмералда, Кампо (шп. La Esmeralda, Campo) насеље је у Мексику у савезној држави Доња Калифорнија у општини Енсенада. Насеље се налази на надморској висини од 3 м.

## Становништво
Према подацима из 2010. године у насељу су живела 3 становника.

### Хронологија
| Година       | 2000         | 2010 |
| ------------ | ------------ | ---- |
| Становништво | 22 (11 / 11) | 3    |

### Попис
| # | Индикатор                     | Вредност |
| - | ----------------------------- | -------- |
| 1 | Укупно домаћинстава           | 25       |
| 2 | Укупно насељених домаћинстава | 1        |
| 3 | Величина локације             | 1        |